# Téléchat
Ne doit pas être confondu avec Télé-achat ou Télé Achats.
Téléchat est une série télévisée franco-belge en 234 épisodes de 5 minutes, créée par Roland Topor et Henri Xhonneux.
La série, destinée aux enfants, parodie le journal télévisé des adultes avec le concept de la « télévision des objets ». Rythmée par des reportages et des interviews consacrés à des objets, le journal Téléchat démarre souvent avec la séquence de « l'objet fêté » du jour, les présentateurs souhaitant une « bonne fête » à l'objet en question.

## Diffusions
En Belgique, la série est diffusée à partir du 19 septembre 1983 dans l'émission Lollipop sur la RTBF puis RTL-TVI jusqu'en 1995 et Club RTL jusqu'en 2008.
En France, la série est diffusée à partir du 3 octobre 1983 dans l'émission Récré A2 sur Antenne 2. Rediffusions sur FR3 au printemps 1992, Canal J jusqu'en 1993 et RTL9 ex RTL TV à partir de 1994 puis du 1er janvier 1995 au 10 septembre 1996 puis en avril 1997 sur La Cinquième. De nouveau en 1998-1999 sur France 2, du 24 décembre 2001 au 29 juin 2002 sur TMC, et du 4 avril 2010 au 4 juillet 2014 sur Arte.

## Synopsis
Le journal est présenté par deux marionnettes d’animaux anthropomorphes : un chat nommé Groucha (qui a un bras dans le plâtre) et une autruche nommée Lola. D'autres personnages interviennent régulièrement comme Mic-Mac, le micro de Groucha, mais aussi d'autres objets présents sur le plateau. Par ailleurs, les Gluons (des êtres microscopiques vivant dans divers objets), sont interviewés et parlent de leur vie dans la séquence « Les objets à l'antenne ».
Au cours du journal, des pages de publicité sont diffusées, l'occasion de voir le singe Pub-Pub présenter les produits de la marque « Nul », mais toujours de manière catastrophique. Sont également présentées les aventures du justicier Léguman, un individu costumé doté d'une tête de citrouille qui combat les méchants.
Après le générique de fin, une courte séquence se déroule hors de l’émission en elle-même. Elle montre souvent Groucha et Lola discutant dans un contexte non professionnel après le travail, par exemple au café (le Milk Bar), comme pour rappeler que le vécu des personnages ne se limite pas à leur métier.
Dans la deuxième saison, Groucha est remplacé par un autre présentateur, le lapin GTI (pour « Grégoire de la Tour d'Ivoire »). GTI a un lien de parenté avec un responsable de la chaîne et veut rajeunir l'antenne. Ce personnage symbolise les pressions économiques exercées sur les journalistes ; à la suite de ses manquements professionnels flagrants, il se fait renvoyer, notamment pour avoir « détruit la pub ».
Le ton de l'émission, sous une apparence humoristique, est assez critique et parle de la télévision, la publicité, la course à l'audience ou les « parachutages ».

## Personnages

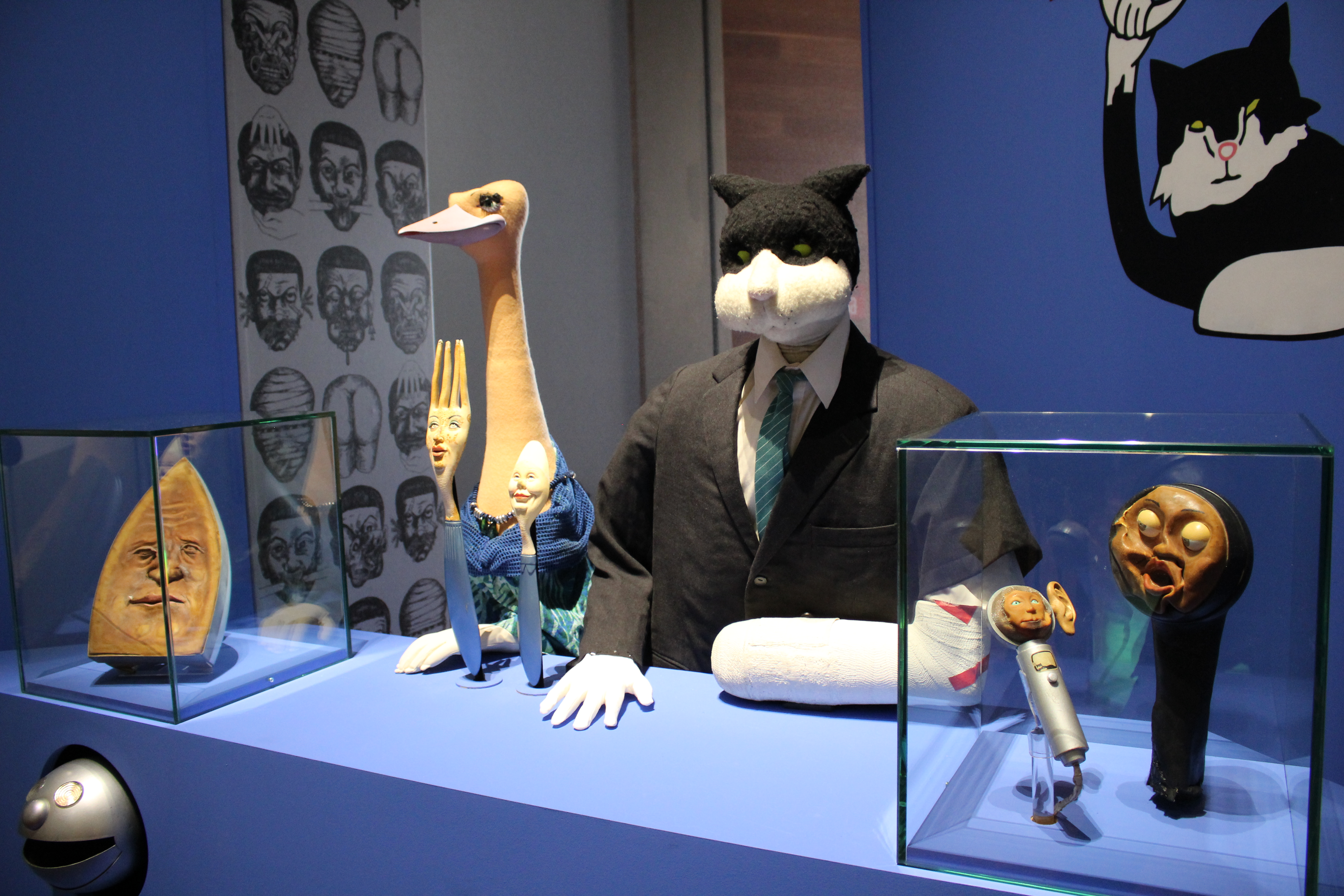
Les marionnettes de Téléchat exposées à la BNF en 2017.
Au centre : Lola et Groucha. Sur les côtés (dans les vitrines) : Duramou (à g.), Micmac et Durallô (à dr.).
Devant Lola : la fourchette Raymonde et la cuillère Sophie. Tout en bas, à gauche : un gluon (dans son trou).

### Personnages principaux
- Groucha : un chat en costume-cravate, avec un bras dans le plâtre, qui coprésente l'émission avec Lola. Groucha peut ouvrir son plâtre (qui possède une petite ouverture) d'où il sort divers objets. Il tient souvent à la main le micro Mic-Mac lors de ses interviews.
- Lola : une autruche, la coprésentatrice de l'émission. Elle se vexe facilement et lorsqu'elle a peur ou honte met la tête dans un trou du bureau conçu à cet effet.

### Personnages secondaires
- Les Gluons[9] : des êtres « plus petits qu'un atome mais bien plus bavards » (inspirés de la particule subatomique le gluon[10]). Ils font découvrir à Groucha et Lola « les pensées et les sentiments de tous les objets qui [les] entourent »[11], notamment en se déguisant en fonction de l'objet dont ils émanent. On découvre aussi l'« anti-gluon », le Noulg.
- Albert : le dictionnaire (en deux volumes).
- Bébert : un camion Citroën Type H.
- Bons-Moments[12] : une ampoule qui fonctionne à « l'énergie nouvelle » (plus le public aime le programme, plus elle brille fort).
- Brossedur : un balai brosse qui travaille aux archives. Il parle avec un accent du sud de la France.
- Durallô[13] : le téléphone du studio.
- Duramou[14] : un fer à repasser huissier de justice, qui intervient souvent pour rectifier en direct les propos des autres personnages.
- Gisèle : une casserole.
- Jane : une tasse de thé anglaise.
- Léguman : le super-héros des légumes du frigo, un personnage à tête de citrouille. Justicier, on le voit se battre contre les méchants (divers objets maléfiques comme un aspirateur, un mixeur ou un pantalon, voire un mur, mais aussi des insectes).
- Lucien : le parapluie de Lola.
- Mic-Mac[15] : un micro avec une oreille gauche pivotante (quand il recueille les paroles d'une personne), souvent tenu par Groucha.
- Madame Les Lunettes : une chaussure verte (ressemblant un peu à une chaussure de sorcière). Elle est mariée à Socrate la Savate et elle a un enfant, Guibole.
- Olga : une poubelle qui avale tout ce qu'elle trouve. Sa phrase fétiche est : « Ch'est bon, cha ! ».
- Pub-Pub : le présentateur des publicités pour les produits « Nul » : un singe vert particulièrement idiot et se faisant systématiquement houspiller.
- Raymonde du Tiroir de la Salle-à-Manger[16] : une fourchette, française, qui parle de façon très empruntée comme certains membres de la bourgeoisie ou de la noblesse.
- Sophie Dur-à-Avaler[17] : une petite cuillère, anglaise, à l'accent prononcé.
- Grégoire de la Tour d'ivoire (GTI)[18] : le présentateur de la deuxième saison de Téléchat. Il remplace Groucha, qui devient reporter. Mais GTI est bien vite renvoyé à cause de son incompétence.
- Hortense : La compagne de GTI, une lapine très ringarde.
- Léon Minou : un sosie raté de Groucha, chat de gouttière qui manque de confiance en lui et se fait malgré lui passer pour Groucha.
- Adélaïde, la mère de Lola : une autruche qui vit en Australie dans une maison à l'envers et fait du tricot. C'est une ancienne danseuse de revue qui a interprété la chanson des essuie-glaces.

## Fiche technique
- Générique de la saison 1 :
  - Musique du générique : Pierre Papadiamandis
  - Paroles du générique : Roland Topor, Henri Xhonneux
- Générique de la saison 2 :
  - Musique du générique : Pierre Papadiamandis
  - Paroles du générique : Roland Topor
  - Chant : Jean-Pierre Lousteau
- Générique de la saison 3 :
  - Musique du générique : Dario Ramirez
  - Paroles du générique : Roland Topor, Henri Xhonneux, Phil Anka
  - Chant : Lou and the Hollywood Bananas

## Distribution
- Jean-François Devaux : Groucha
- Maria Laborit : Lola, Adélaïde
- Valérie Kling : Mic-Mac, Sophie la cuillère, Raymonde la fourchette, Bons-Moments
- Philippe Dumat : Durallo, Duramou, Brossedur, Albert le dictionnaire, Olga, Léon Minou
- François Jérosme : GTI, Pub-Pub, Bébert

## Épisodes
La série compte 234 épisodes de cinq minutes.

## Génériques
La série connaîtra plusieurs génériques au fil des saisons.
- Le générique de début de la saison 1 est extrait de la version instrumentale de La Chanson de Groucha se concluant par le refrain « Y a qu'une télé, c'est Téléchat » répétée deux fois [19].
- Le premier générique de fin est la version courte de La Chorale de Téléchat, interprétée par les comédiens de la série : Maria Laborit, Philippe Dumat et Valérie Kling.
- Les génériques de début et de fin de la saison 2 utilisent des extraits de la chanson J'suis la vedette, interprétée par Jean-François Loustau[20].
- Enfin, des extraits de la chanson Ahh… tcha!, ouvrent et concluent les épisodes de la saison 3, fait entendre Lou and the Hollywood Bananas, un groupe de ska / disco belge.

## Récompenses
- En avril 1984, Téléchat a été récompensée du « Prix de la meilleure émission pour l'enfance, catégorie 6–12 ans, » un prix créé sous le patronage de la Haute Autorité de la communication audiovisuelle (France)[21].
- L'Antenne de Cristal de la meilleure émission de l'année 1984 à Bruxelles.
- Prix de la meilleure émission francophone pour enfants et adolescents au festival de Cannes, 1984.
- Premier prix au festival de Gijón, 1984.
- Mention honorable au congrès de L'enfant à notre époque, à Milan, toujours en 1984.
- Médaille d'argent au vingt-septième festival de la télévision à New York, dans le courant de l'année 1985.